# Desmond Mason
Desmond Tremaine Mason (Waxahachie, 11 ottobre 1977) è un ex cestista statunitense, professionista nella NBA.
Alto 196 cm per 101 kg di peso, ricopriva i ruoli di guardia tiratrice e ala piccola. Nel 2001 ha vinto lo NBA Slam Dunk Contest.

## Carriera
È cresciuto nel college di Oklahoma State fino al 2000, quando viene scelto come 17º al Draft NBA dai Seattle SuperSonics. Dopo due stagioni a Seattle, passa ai Milwaukee Bucks, insieme a Gary Payton in cambio di Ray Allen e una futura prima scelta, dove gioca per due anni, prima di passare ai New Orleans/Oklahoma City Hornets, e ritornare nel 2007 ai Milwaukee Bucks. Nella stagione 2008-09 approda agli Oklahoma City Thunder. Nel settembre 2009, diventato free agent, firma con i Sacramento Kings.

## Statistiche

### College
| Anno      | Squadra     | PG  | PT  | MP   | TC%  | 3P%  | TL%  | RP  | AP  | PRP | SP  | PP   |
| --------- | ----------- | --- | --- | ---- | ---- | ---- | ---- | --- | --- | --- | --- | ---- |
| 1996-1997 | OSU Cowboys | 32  | 12  | 26,8 | 37,7 | 32,7 | 62,2 | 2,5 | 0,7 | 0,4 | 0,3 | 4,5  |
| 1997-1998 | OSU Cowboys | 29  | 29  | 32,7 | 52,5 | 31,9 | 69,9 | 7,7 | 1,6 | 1,8 | 0,7 | 14,6 |
| 1998-1999 | OSU Cowboys | 34  | 34  | 34,7 | 48,0 | 34,2 | 74,6 | 7,9 | 0,8 | 1,6 | 0,9 | 15,4 |
| 1999-2000 | OSU Cowboys | 34  | 34  | 35,4 | 49,9 | 43,0 | 76,7 | 6,6 | 1,5 | 1,2 | 1,0 | 18,0 |
| Carriera  | Carriera    | 129 | 109 | 30,0 | 48,6 | 37,2 | 73,1 | 6,2 | 1,1 | 1,2 | 0,7 | 13,2 |

### NBA

#### Regular season
| Anno      | Squadra          | PG  | PT  | MP   | TC%  | 3P%  | TL%  | RP  | AP  | PRP | SP  | PP   |
| --------- | ---------------- | --- | --- | ---- | ---- | ---- | ---- | --- | --- | --- | --- | ---- |
| 2000-2001 | Seattle S.Sonics | 78  | 14  | 19,5 | 43,1 | 26,9 | 73,6 | 3,2 | 0,8 | 0,5 | 0,3 | 5,9  |
| 2001-2002 | Seattle S.Sonics | 75  | 20  | 32,3 | 46,4 | 27,1 | 84,8 | 4,7 | 1,4 | 0,9 | 0,4 | 12,4 |
| 2002-2003 | Seattle S.Sonics | 52  | 15  | 34,8 | 43,6 | 29,1 | 74,0 | 6,4 | 1,8 | 0,9 | 0,4 | 14,1 |
| 2002-2003 | Milwaukee Bucks  | 28  | 25  | 34,0 | 47,4 | 29,4 | 76,5 | 6,7 | 2,4 | 0,7 | 0,4 | 14,8 |
| 2003-2004 | Milwaukee Bucks  | 82  | 31  | 30,9 | 47,2 | 23,1 | 76,9 | 4,4 | 1,9 | 0,7 | 0,3 | 14,4 |
| 2004-2005 | Milwaukee Bucks  | 80  | 71  | 36,2 | 44,3 | 12,5 | 80,2 | 3,9 | 2,7 | 0,7 | 0,3 | 17,2 |
| 2005-2006 | N.O. Hornets     | 70  | 55  | 30,0 | 39,9 | 16,7 | 68,2 | 4,3 | 0,9 | 0,6 | 0,2 | 10,8 |
| 2006-2007 | N.O. Hornets     | 75  | 75  | 34,3 | 45,2 | 0,0  | 66,3 | 4,6 | 1,5 | 0,7 | 0,3 | 13,7 |
| 2007-2008 | Milwaukee Bucks  | 59  | 56  | 28,8 | 48,2 | 0,0  | 65,9 | 4,3 | 2,1 | 0,7 | 0,5 | 9,7  |
| 2008-2009 | Oklahoma Thunder | 39  | 19  | 27,3 | 43,5 | 0,0  | 54,1 | 4,0 | 1,2 | 0,4 | 0,8 | 7,5  |
| 2009-2010 | Sacramento Kings | 5   | 4   | 13,2 | 41,7 | 0,0  | 75,0 | 2,6 | 0,4 | 0,2 | 0,2 | 2,6  |
| Carriera  | Carriera         | 643 | 385 | 30,5 | 44,9 | 26,0 | 74,0 | 4,5 | 1,6 | 0,7 | 0,4 | 12,1 |

#### Play-off
| Anno     | Squadra          | PG | PT | MP   | TC%  | 3P%  | TL%  | RP  | AP  | PRP | SP  | PP   |
| -------- | ---------------- | -- | -- | ---- | ---- | ---- | ---- | --- | --- | --- | --- | ---- |
| 2002     | Seattle S.Sonics | 5  | 5  | 41,0 | 42,1 | 33,3 | 58,8 | 6,2 | 1,8 | 0,8 | 0,4 | 11,8 |
| 2003     | Milwaukee Bucks  | 6  | 6  | 34,0 | 50,9 | 0,0  | 71,0 | 7,0 | 0,8 | 1,0 | 0,7 | 13,0 |
| 2004     | Milwaukee Bucks  | 5  | 5  | 39,6 | 33,8 | 0,0  | 84,6 | 4,8 | 2,4 | 0,8 | 0,4 | 14,4 |
| Carriera | Carriera         | 16 | 16 | 37,9 | 41,4 | 11,1 | 73,0 | 6,1 | 1,6 | 0,9 | 0,5 | 13,1 |

#### Massimi in carriera
- Massimo di punti: 36 vs Los Angeles Clippers (8 aprile 2002)[1]
- Massimo di rimbalzi: 17 (2 volte)
- Massimo di assist: 11 vs Orlando Magic (16 aprile 2003)
- Massimo di palle rubate: 4 (5 volte)
- Massimo di stoppate: 3 (5 volte)
- Massimo di tiri liberi: 17 vs Los Angeles Lakers (30 novembre 2001)

## Palmarès

### Individuale
- NBA All-Rookie Second Team (2001)
- Vincitore della Gara delle Schiacciate (2001)